# Elizabeth Sneyers

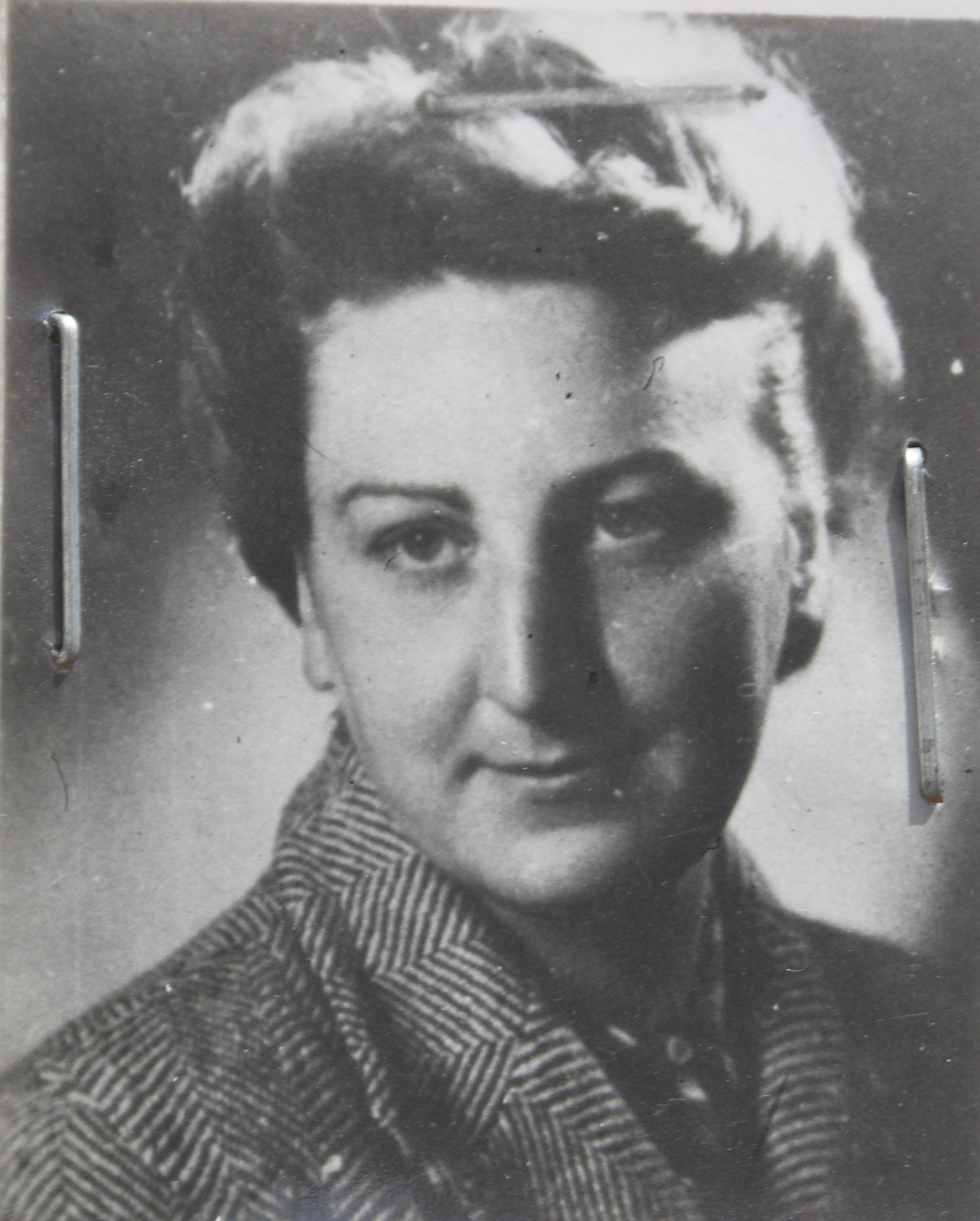
Elizabeth Sneyers

Elizabeth Sneyers (ook gekend als Betty Depelsenaire) (Bonheiden, 23 augustus 1913 - 24 januari 1998) was een Belgische communistische advocate en feministe. Ze was tijdens de Tweede Wereldoorlog een van de weinige vrouwen die werden opgesloten in het Fort van Breendonk.

## Biografie
Depelsenaere studeerde rechten aan de Université libre de Bruxelles waar ze in 1936 afstudeerde. Ze was actief in de feministische groepering Femmes dans l'action mondiale en steunde in het geheim de Kommunistische Partij van België.
In 1937 trouwde ze met de advocaat Albert-Emile Depelsenaire. Tijdens de Tweede Wereldoorlog werden de Depelsenaires lid van het verzet. Ze werden gearresteerd op 10 november 1941. Hun arrestatie gebeurde in de nasleep van het onderzoek naar verzetsman Willy Kruyt.
Sneyers' echtgenoot werd op 17 januari 1942 tot de dood veroordeeld en stierf in 1943 na deportatie naar Nazi-Duitsland. Sneyers zelf werd vrijgelaten, maar op 13 juli 1942 weer gearresteerd, waarna ze werd opgesloten in het Fort van Breendonk, waar ze werd gemarteld. In december werd ze verhuisd naar de gevangenis van Sint-Gillis. In maart 1943 werd ze naar de gevangenis van Berlin-Moabit gebracht, in functie van het proces tegen het Orchestre rouge, waarvan verschillende leden de doodstraf kregen. Sneyers werd in de winter verhuisd naar de gevangenis van Bützow, waar ze in mei 1945 werd bevrijd door het Rode Leger. Na de oorlog getuigde ze tijdens de processen over Breendonk.
Na de oorlog was ze kandidate voor de KBP tijdens de Belgische verkiezingen 1946. Ze nam haar activiteit als advocate terug op en trouwde met voormalig medegevangene Franz Schneider, met wie ze vervolgens acht jaar in Zwitserland woonde. Terug in België werd ze magistrate en zette haar politieke activiteiten stop. In België trouwde ze met Alphonse Rodesch.
Sneyers schreef haar ervaringen tijdens de oorlog neer in het boek 'Symphonie fraternelle'.

## Onderscheidingen
- Kruis van politieke gevangene met zeven sterren
- Oorlogskruis met palmen